# آکرون کورپوریشن
آکرون کورپوریشن (انگلیسی: Akorn Corporation) شرکت داروسازی آمریکایی است، که در سال ۱۹۷۱ تأسیس شد.